# ارو کولهماینن
ارو کولهماینن (فنلاندی: Eero Kolehmainen؛ ۲۴ مارس ۱۹۱۸ – ۷ دسامبر ۲۰۱۳) اسکی‌باز صحرانوردی اهل فنلاند بود.
وی در مسابقات کشوری و بین‌المللی در مجموع برندهٔ ۱ مدال نقره شده‌است.